# Голынщина
Голынщина — село в Кирсановском районе, центр Голынщинского сельского совета. Тамбовская область, Россия.

## География
Находится на реке Пурсовка, правого притока Вороны. Село расположено в северной части Кирсановского района, в 86 км к востоку от Тамбова. На юге граничит с городом Кирсанов, на северо-западе соседствует с Кобяковский сельсоветКобяковским сельсоветом, на юго-западе расположен Калаисский сельсовет, на востоке — Уваровщинский сельсовет .
Уличная сеть
В селе 9 улиц: Ключевка, Мартыновка, Новая Петровка, Петровка, Приовражная, Романовка, Сарычевка, Совхозная и Юбилейная.
Ближайшие населенные пункты: 
- Каргаловка 1 км, Шиновка 3 км, Большая Уваровщина 4 км, Красный Октябрь 6 км, Овсяновка 6 км, Репьевка 7 км.

## Транспорт
Через город Кирсанов проходит федеральная дорога А-298 и региональная трасса Р-2018, существует сеть автомобильных дорог, связывающих населённый пункт с городом Кирсанов и окружающими сёлами, ходит междугородний автобус. Ближайшая железнодорожная станция находится в городе Кирсанов.

## Климат
Климат в регионе умеренно континентальный, сравнительно сухой. Лето тёплое, зима морозная и холодная. В район поступает достаточное количество солнечной радиации (около 90 ккал/см). В разное время года, в соответствии с высотой солнца над горизонтом и облачностью, её величина меняется. Прямая солнечная радиация составляет от 20 до 60%. В январе средняя температура воздуха — минус 10-11°С, порог самой низкой температуры составил минус 39°С. Положительная температура воздуха составляет около половины года, от 140 до 150 дней. Осадков ежегодно выпадает в пределах от 400 до 650 мм.

## История
В «Списке населенных мест Тамбовской губернии» 1862 года село Голынщина упоминается как «казачья слобода Голынщинская». Место нахождения — «при речке Пурсовка». Отстоит от уездного города на 2 версты, население составляет: 618 дворов, в которых проживали 2195 мужчин и 2198 женщин. Жители слободы посещали церковный приход Тихвино-Богородицкой церкви города Кирсанов, которая находилась в одноимённом женском монастыре, пока в селе не была построена в 1910 году своя церковь. В 1911 году слобода упоминается как село Голынщина, число жителей — 2710 человек.
По картам 1925 года село относилось к волости Голынщино, в составе которой насчитывалось 18 населённых пунктов .

## Население
| 2010 |
| ---- |
| 1620 |

## Инфраструктура
- ООО «Юго-восточная агрогруппа» — современное сельскохозяйственное предприятие, в котором налажена высокоразвитая производственная инфраструктура [11] [12].
- ООО «МС» — предприятие, осуществляющее деятельность в области права, дополнительно оказывающее услуги в области оптовой торговли[13].
- ТОГАПОУ «Аграрно-промышленный колледж» [14], Филиал МБОУ Уваровщинская СОШ детский сад «Пчёлка»[15], Филиал МБУК "РДК" сельский Дом культуры с. Голынщна[16], МБУК «Районная библиотека» Кирсановского района.
- Село газифицировано[17].
- В селе расположена одна из старейших метеостанций в стране, которая работает с 1891 года[18].